# Papaya (együttes)
A Papaya (koreaiul: 파파야, phaphaja) egy dél-koreai lányegyüttes volt. Mindössze két nagylemezük jelent meg. Az első album a One Star Music gondozásában jelent meg 동화 cím alatt 2000. augusztus 1-jén, ekkor még a csapat mind az öt tagja szerepelt a kiadványon. A lemez népszerűtlenségének következtében két tag, Kang Kjonga és Hvang Junmi kiszállt az együttesből a második album megjelenése előtt, amelyet Violet címen adott ki a Cream Entertainment lemezkiadó 2001. május 25-én.

## Tagok
Utolsó felállás (2001)
- Cso Hjekjong
- Csu Jondzsong
- Kang Szedzsong

Eredeti felállás (2000)
- Kang Kjonga
- Cso Hjekjong
- Hvang Junmi
- Csu Jondzsong
- Kang Szedzsong

## Diszkográfia
Nagylemezek
- 동화 (2000)
- Violet (2001)